# Рейд, Томас
Томас Рейд (англ. Thomas M. Reid) — американский писатель в жанре фэнтези, известный, главным образом, благодаря своей работе над межавторским циклом Забытые Королевства.

## Биография
Томас Рейд родился в Колорадо в 1966 году. Первые два года жизни Том провел в Колорадо и Вирджинии, прежде чем все семейство переехало в Техас. В 1985 году Томас окончил школу и решил стать инженером, но бросил университет Хьюстона после года обучения и поступил в колледж. В конце концов, в 1989 году он получил степень бакалавра истории в Техасском университете.
Сразу после получения высшего образования Том зарабатывал на жизнь в самых разных областях, в том числе продавцом книг, проектировщиком и статистиком в штате Индиана. Это продолжалось до тех пор, пока он не ответил на объявление о поиске редакторов, размещенное в журнале «Dragon Magazine». В 1991 году Том с женой Терезой переехал в штат Висконсин.
Первоначально Томас работал редактором, а потом стал креативным директором в корпорации «TSR, Inc.». В течение десяти лет работы он участвовал в таких проектах, как «D&D», «Забытые королевства», «Ravenloft». В некоторых проектах он принимал участие как редактор, а некоторые — целиком и полностью его собственные детища. В частности, «Dragon Mountain» — трилогия о приключениях берсеркеров, «Tale of the Comet», а также его самое любимое детище — «Children of the Night: The Created». Помимо этого Томас написал несколько статей для «Dragon Magazine» и несколько историй для межавторского цикла «Forgotten Realms».
Сейчас Томас Рейд живёт в Остине со своей женой Терезой, тремя детьми и двумя кошками.